# Márka (NDK)
A keletnémet márka (németül: Mark der DDR  [ˈmaʁk deːɐ̯ ˌdeːˌdeːˈʔɛʁ] ), amelyet a németek gyakran keleti márkának neveznek (németül: Ostmark  [ˈɔstmaʁk]), a Német Demokratikus Köztársaság (Kelet-Németország) pénzneme volt. ISO 4217 pénznemkódja DDM volt. A fizetőeszközt hivatalosan 1948 és 1964 között Deutsche Mark, 1964 és 1967 között Mark der Deutschen Notenbank, 1968 és 1990 között pedig Mark der DDR (keletnémet márka) néven ismerték. A márka (M) váltópénze a pfenning (pf) volt, melyből 100 ért egy márkát.

## Története

### 1948-tól
1948. június 18-án bejelentették a valutareformot a nyugati övezetekben. Ezt követően, 1948. június 20-án a nyugati megszállási övezetekben bevonták a Reichsmarkot és a Rentenmarkot, és a Bank deutscher Länder (később a Deutsche Bundesbank) által kibocsátott új, német márkával váltották fel. Mivel a birodalmi márka még mindig törvényes fizetőeszköz volt a szovjet megszállási övezetben, a valuta nyugatról özönlött keletre, ahol viszont értéktelen volt. Ez hirtelen inflációt okozott, ami miatt a szovjet övezetben a magántulajdonban lévő készpénz egyik napról a másikra értéktelenné vált. Sürgősségi intézkedésként a járási hivatalokban sok ezer alkalmazott ragasztott fel öntapadós matricákat azokra a Reichsmark és Rentenmark bankjegyekre, amelyek eredetét a tulajdonosok igazolni tudták, személyenként 70 ℛℳ-ig. Csak ilyen bankjegyeket lehetett beváltani, amikor a Deutsche Notenbank (a Bundesbank keletnémet megfelelője) a későbbi valutareformmal együtt kibocsátotta a keletnémet márkát.
Bár a szovjetek 1948. június 21-én kifejezték meglepettségüket a nyugati valutareform kapcsán, a Német Gazdasági Bizottság a szovjet katonai kormányzattal folytatott konzultáció során már megtette az előkészületeket erre az esetre. Az öntapadó matricákat már kinyomtatták, és a szovjetek logisztikai segítségével szétosztották a járási hivatalok között. A matricák felragasztása azonnal megkezdődött, már 1948. június 19-én. 1948. június 23-án, az akció hivatalos kezdőnapján már jelentős "összeragasztgatott" bankjegymennyiség állt rendelkezésre.
1948. július 24-én egy teljesen új bankjegysorozatot bocsátottak ki, aminek a hivatalos neve egészen 1964-ig Deutsche Mark von der Deutschen Notenbank volt. De a nyugatiak főleg csak Ostmarknak azaz keleti márkának nevezték.

### 1960-as évek
1964 és 1967 között a keletnémet márkát hivatalosan Mark der Deutschen Notenbank-ra (MDN) cserélték. Az 1968-as és 1974-es alkotmánymódosítással Kelet-Németország vezetése eltávolodott eredeti céljától, Németország egyesítésétől. Ily módon a valuta nevét is megváltoztatták MDN-ről Mark der Deutschen Demokratischen Republik-ra (Mark der DDR) (M), vagyis "NDK márkára". A központi bank neve Deutsche Notenbank-ról Staatsbank der DDR-re változott. Az átnevezés előtt vert, Deutsche Mark feliratú érmék (azaz DM 1 és DM 2 címletekkel) még évekig forgalomban voltak, de az 1980-as évek elején fokozatosan felváltották őket a Mark felirattal ellátottak.

### Az NDK márka vége
1990. július 1-jén (a monetáris unió napján), az NDK állampolgárai átválthatták a keletnémet márkát (készpénzüket és takarékbetétjeiket) az NSZK pénznemére, a német márkára. 

#### Anémet monetáris unió általános átváltási árfolyama
Az alábbi esetekben 1:1 arányban történt az átváltás:
- A bérek, fizetések, nyugdíjak, bérleti díjak és lízingköltségek. A készpénzt nem lehetett közvetlenül átváltani, azt előbb számlákra be kellett fizetni.
- 14 éves korig az NDK számlaegyenlegének 2000 NDK-márkáig,
- a 15-59 évesek 4000 NDK számlaegyenleg erejéig,
- a 60 éves és idősebb személyek esetében 6000 NDK-márkáig válthattak át.[2]

Ha a jóváírási egyenlegek meghaladták a fenti összegeket, akkor azokat 2:1 arányban váltották át.  Az NDK-n kívül lakóhellyel rendelkező természetes és jogi személyek 1989. december 31. előtt keletkezett bankszámláit 2:1 arányban váltották át.  A jogi személyek vagy egyéb szervezetek hitelegyenlegei 2:1 arányban kerültek átváltásra. Az 1989. december 31. után keletkezett hitelegyenlegek átváltása 3:1 arányban történt. Az 1989. december 31. után keletkezett bankbetétekre 3:1 arányú átváltási arányt alkalmaztak. Az átváltási arány átlagosan 1,8:1 volt az NDK pénz- és hitelrendszerének összes mérlegben kimutatott követelése és kötelezettsége tekintetében.
Az átváltás határideje 1990. július 1-jén lejárt. A pfennig alakú érmék egy évvel tovább, 1991. június 30-ig voltak érvényesek. Ennek az volt az oka, mert az új érmék verését nem lehet gyorsabban befejezni. 1991 elején még mindig 4200 tonna NDK pénz volt az embereknél.

#### A pénzváltás logisztikai feladatai és a bankjegyek megsemmisítése
Azért, hogy július 1-jéig minden keleten lévő körzetben legyen készleten német márka (az új pénz), ezért Frankfurtból összesen 460 tonna, 27,5 milliárd értékű márka bankjegyet szállítottak és osztottak szét az NDK-ban. Ennek érdekében a páncéltermeket is ellenőrizték. Ekkor meglepetésükre a Bundesbank emberei több tonna régi pénzt találtak az NDK páncéltermeiben és bunkerekben, részben olyan 200 és 500 márkás bankjegyeket, amelyeket soha nem bocsátottak ki. Az NDK érmék nagy részét, a gyakran nevetségessé vált "alumíniumforgácsokat" beolvasztották, és az autóipar számára alumínium rudakat készítettek belőlük.
A nyugatról érkező pénzszállítások többször nyíltan, páncélozott autóban, rendőri kíséret mellett zajlottak, de arra is volt példa, hogy - mint Chemnitzben - sörszállítónak álcázott furgonokban. A monetáris unió után az NDK-ban összesen 100 milliárd értékű keletnémet márkát gyűjtöttek be. A bankjegyek először az egykori Reichsbank berlini páncéltermébe kerültek, majd - mint korábban az NDK régi pénze - két homokkőalagútba Halberstadt közelében. Az alagútba 1999-ben fiatalok jutottak be, és számos bankjegyet elloptak. Amikor az ügy kiderült, akkor döntöttek úgy, hogy a pénzt mégiscsak megsemmisítik. A bankjegyeket összesen 298 konténerben szállították a Hannover melletti Buschhaus széntüzelésű erőműbe, ahol elégették azokat.

## Érmék
a táblázatban szereplő "DDM" jelzéssel ellátott érmék az 1972 előtti egységnyi márka jelölésére szolgálnak.

### 1948-1953
| Előlap | Hátlap | Anyag           | Súly                     | Átmérő                        |
| ------ | ------ | --------------- | ------------------------ | ----------------------------- |
| 1pf    |        |                 |                          |                               |
|        |        | Alumínium       | 0.75 gramm (0.026 uncia) | 17 milliméter (0.669 hüvelyk) |
| 5pf    |        |                 |                          |                               |
|        |        | Alumínium       | 1.10 gramm (0.039 uncia) | 19 milliméter (0.748 hüvelyk) |
| 10pf   |        |                 |                          |                               |
|        |        | Alumínium       | 1.50 gramm (0.053 uncia) | 21 milliméter (0.827 hüvelyk) |
| 50pf   |        |                 |                          |                               |
|        |        | Alumínium-bronz | 3.3 gramm (0.116 uncia)  | 20 milliméter (0.787 hüvelyk) |

### 1952-1953
| Előlap | Hátlap | Anyag     | Súly                     | Átmérő                        |
| ------ | ------ | --------- | ------------------------ | ----------------------------- |
| 1pf    |        |           |                          |                               |
|        |        | Alumínium | 0.75 gramm (0.026 uncia) | 17 milliméter (0.669 hüvelyk) |
| 5pf    |        |           |                          |                               |
|        |        | Alumínium | 1.10 gramm (0.039 uncia) | 19 milliméter (0.748 hüvelyk) |
| 10pf   |        |           |                          |                               |
|        |        | Alumínium | 1.50 gramm (0.053 uncia) | 21 milliméter (0.827 hüvelyk) |

### 1953-1972
| DDM 1 |  |           |                         |                               |
|       |  | Alumínium | 2.5 gramm (0.088 uncia) | 25 milliméter (0.984 hüvelyk) |
| DDM 2 |  |           |                         |                               |
|       |  | Alumínium | 3.0 gramm (0.106 uncia) | 27 milliméter (1.063 hüvelyk) |

### 1972-1990
| Előlap | Hátlap | Anyag     | Súly                     | Átmérő                          |
| ------ | ------ | --------- | ------------------------ | ------------------------------- |
| 1pf    |        |           |                          |                                 |
|        |        | Alumínium | 0.75 gramm (0.026 uncia) | 17 milliméter (0.669 hüvelyk)   |
| 5pf    |        |           |                          |                                 |
|        |        | Alumínium | 1.10 gramm (0.039 uncia) | 19 milliméter (0.748 hüvelyk)   |
| 10pf   |        |           |                          |                                 |
|        |        | Alumínium | 1.50 gramm (0.053 uncia) | 21 milliméter (0.827 hüvelyk)   |
| 20pf   |        |           |                          |                                 |
|        |        | Sárgaréz  | 5.4 gramm (0.19 uncia)   | 22.2 milliméter (0.874 hüvelyk) |
| 50pf   |        |           |                          |                                 |
|        |        | Alumínium | 2.0 gramm (0.071 uncia)  | 23 milliméter (0.906 hüvelyk)   |
| M 1    |        |           |                          |                                 |
|        |        | Alumínium | 2.5 gramm (0.088 uncia)  | 25 milliméter (0.984 hüvelyk)   |
| M 2    |        |           |                          |                                 |
|        |        | Alumínium | 3.0 gramm (0.106 uncia)  | 27 milliméter (1.063 hüvelyk)   |

### Emlékérmék
| Front                                                     | Back | Material        | Weight                    | Size                          |
| --------------------------------------------------------- | ---- | --------------- | ------------------------- | ----------------------------- |
| M 5 A Német Demokratikus Köztársaság 20 éves fennállására |      |                 |                           |                               |
|                                                           |      | Nikkel-bronz    | 9.7 gramm (0.342 uncia)   | 29 milliméter (1.142 hüvelyk) |
| M 5 Robert Koch                                           |      |                 |                           |                               |
|                                                           |      | Kupronikkel     | 9.7 gramm (0.342 uncia)   | 29 milliméter (1.142 hüvelyk) |
| M 5 Thomas Mann                                           |      |                 |                           |                               |
|                                                           |      | Kupronikkel     | 9.7 gramm (0.342 uncia)   | 29 milliméter (1.142 hüvelyk) |
| M 5 A Brandenburgi kapu Berlinben                         |      |                 |                           |                               |
|                                                           |      | Kupronikkel     | 9.7 gramm (0.342 uncia)   | 29 milliméter (1.142 hüvelyk) |
| M 10 Ernst Thälmann születésének 100. évfordulójára       |      |                 |                           |                               |
|                                                           |      | Réz-cink-nikkel | 12 gramm (0.423 uncia)    | 31 milliméter (1.22 hüvelyk)  |
| M 20 Karl Marx                                            |      |                 |                           |                               |
|                                                           |      | Kupronikkel     | 15.03 gramm (0.530 uncia) | 33 milliméter (1.29 hüvelyk)  |
| M 20 Thomas Münzer                                        |      |                 |                           |                               |
|                                                           |      | Kupronikkel     | 20.90 gramm (0.737 uncia) | 33 milliméter (1.29 hüvelyk)  |
| M 20 Luther Márton                                        |      |                 |                           |                               |
|                                                           |      | Kupronikkel     | 20.90 gramm (0.737 uncia) | 33 milliméter (1.29 hüvelyk)  |

## Bankjegyek

### 1948
A márka bevezetése előtt hivatalosan a felmatricázott német birodalmi márka és a járadékmárka volt a fizetőeszköz.
| Kép      | Kép      | Érték                 |
| Előoldal | Hátoldal | Érték                 |
| -------- | -------- | --------------------- |
|          |          | 1 járadékmárka (1 ℛℳ) |
|          |          | 5 ℛℳ                  |
|          |          | 10 ℛℳ                 |
|          |          | 20 ℛℳ                 |
|          |          | 50 ℛℳ                 |
|          |          | 100 ℛℳ                |

### 1948-1955
| Kép      | Kép      | Érték    |
| Előoldal | Hátoldal | Érték    |
| -------- | -------- | -------- |
|          |          | 50 Pf.   |
|          |          | 1 DDM    |
|          |          | 2 DDM    |
|          |          | 5 DDM    |
|          |          | 10 DDM   |
|          |          | 20 DDM   |
|          |          | 50 DDM   |
|          |          | 100 DDM  |
|          |          | 1000 DDM |

### 1955-1964
| Kép      | Kép      | Érték   |
| Előoldal | Hátoldal | Érték   |
| -------- | -------- | ------- |
|          |          | 5 DDM   |
|          |          | 10 DDM  |
|          |          | 20 DDM  |
|          |          | 50 DDM  |
|          |          | 100 DDM |

### 1964-1971
| Kép      | Kép      | Érték   | Méret (mm) | Előoldal                                    | Hátoldal                |
| Előoldal | Hátoldal | Érték   | Méret (mm) | Előoldal                                    | Hátoldal                |
| -------- | -------- | ------- | ---------- | ------------------------------------------- | ----------------------- |
|          |          | 5 DDM   | 135 × 66   | Alexander von Humboldt német természettudós | a Humboldt Egyetem      |
|          |          | 10 DDM  | 140 × 67   | Friedrich Schiller német filozófus és költő |                         |
|          |          | 20 DDM  | 145 × 71   | Johann Wolfgang von Goethe német költő      | Weimari Nemzeti Színház |
|          |          | 50 DDM  | 150 × 72   | Friedrich Engels német társadalomtudós      | Kombájn                 |
|          |          | 100 DDM | 156 × 74   | Karl Marx, a marxista elmélet kidolgozója   | Brandenburgi kapu       |

### 1971-1990
| M 5                          |  | Az ibolyaszínű M5-ös bankjegyen Thomas Müntzer, kora reformáció korabeli német lelkész képe látható, aki a német parasztháború idején a lázadó parasztok vezetője, illetve az anabaptista irányzat megteremtője volt. A hátoldalon több betakarítógép található, amelyek az NDK mezőgazdaság jelentőségét hivatottak hangsúlyozni a "Munkások és gazdálkodók államában" (Arbeiter- und Bauernstaat). |
| M 10                         |  | A narancssárga M 10-es jegyzeten Clara Zetkin, német kommunista politikus és a nőjogi szószóló képe látható. A hátoldalon egy mérnöknő található, aki az 1966-ban üzembe helyezett rheinsbergi atomerőmű vezérlőpultjánál ül. |
| M 20                         |  | A zöld M20-as bankjegyen a költő és művészetteorikus, Johann Wolfgang von Goethe képe látható. A hátoldalon több kisgyerek található, amint éppen kilépnek az iskolából, ezzel is hangsúlyozva az oktatás fontosságát az NDK-ban. |
| M 50                         |  | A piros M50-es bankjegyen Friedrich Engels, a marxista elmélet társalapítójának képe látható. A hátoldalon egy olyan ipari komplexum található, ami hasonlatos a schwedti PCK Raffineriehez. |
| M 100                        |  | A Staatsbank der DDR által forgalmazott bankjegyek közül a legnagyobb értékű és legismertebb az M100 bankjegy volt. A kék színű papírpénz elején Karl Marx portréja, hátul pedig a Palast der Republik látható, s kelet-berlini Unter den Linden körút felől nézve. A háttérben a berlini tévétorony, a vörös városháza (Rathaus) és a Zeughaus (Arsenal) látható. |
| M 200 és M 500-ös bankjegyek |  | A Staatsbank der DDR M 200 és M 500 bankjegyek kibocsátását is tervezte. A papírpénzterveket 1971-ben és 1984-ben nyomtatták ki próbaformaként, de sosem kerültek forgalomba. Ellentétben az alacsonyabb címletűekkel, ezeken a bankjegyeken nem szerepelt portré az előlapon. Az M 200-as bankjegy elején egy kétgyermekes család áll egy modern NDK-s sokemeletes bérház előtt. A hátsó képen egy iskolaudvar látható nyolc gyerekkel és egy tanárral. Az M500-as bankjegyen az elülső oldalon az NDK címere látható, míg a hátoldalon az NDK Államtanácsának (Staatsrat) épülete található. |

## Fordítás
Ez a szócikk részben vagy egészben  az   East German Mark című angol Wikipédia-szócikk fordításán alapul.  Az eredeti cikk szerkesztőit annak laptörténete sorolja fel. Ez a jelzés csupán a megfogalmazás eredetét és a szerzői jogokat jelzi, nem szolgál a cikkben szereplő információk forrásmegjelöléseként.